# Horodnea
Horodnea (în ucraineană Городня) este orașul raional de reședință al raionului Horodnea din regiunea Cernigău, Ucraina. În afara localității principale, mai cuprinde și satele Aloșînske, Pavlo-Ivanivske și Vokzal-Horodnea.

## Demografie
Componența lingvistică a orașului Horodnea
     Ucraineană (86,14%)
     Rusă (13,41%)
     Alte limbi (0,38%)
Conform recensământului din 2001, majoritatea populației orașului Horodnea era vorbitoare de ucraineană (86,14%), existând în minoritate și vorbitori de rusă (13,41%).